# Up on the Lowdown
Up on the Lowdown è un album di Chris Smither registrato nel mese di dicembre del 1994 e pubblicato l'anno successivo.

## Tracce
Testi e musiche di Chris Smither a parte dove viene indicato.
1. Link of Chain – 3:50
2. Deed I Do – 3:38
3. What Was It You Wanted – 5:16 (Bob Dylan)
4. Up on the Lowdown – 4:16
5. Bittersweet – 3:32
6. Talk Memphis – 3:09 (Jesse Winchester)
7. Can't Shake These Blues – 3:28 (Steve Tilston)
8. I Am the Ride – 3:51
9. Time to Go Home – 4:17
10. Jailhouse Blues (Tradizional) – 5:24

## Formazione
- Chris Smither – voce, chitarra
- Chris Maresh – basso
- Mickey Raphael – armonica
- Riley Osbourne – armonica, tastiere
- Brannen Temple – percussioni